# 楡坪洞駅
楡坪洞駅（ユピョンドンえき）は朝鮮民主主義人民共和国両江道白岩郡にある朝鮮民主主義人民共和国鉄道省白茂線の駅である。

## 歴史
- 1936年10月15日：開業[1]。